# P/2019 V2 (Groeller)
P/2019 V2 (Groeller) est une comète à courte période du système solaire. Sa trajectoire a un demi-grand axe de 7,56 unités astronomiques, entre Jupiter et Saturne, une inclinaison de 11,8 degrés et une excentricité de 0,33. Son périhélie se trouve à 5,05 unités astronomiques du Soleil, un peu plus près du Soleil que Jupiter ; la comète y passera le 3 octobre 2019 et il est prévu qu'elle y repasse fin juin 2041. Sa période orbitale est de 20,8 ans. Son aphélie est à 10,08 unités astronomiques, un peu au-delà de Saturne. La comète croise donc l'orbite de Jupiter et celle de Saturne.